# Robert Preil

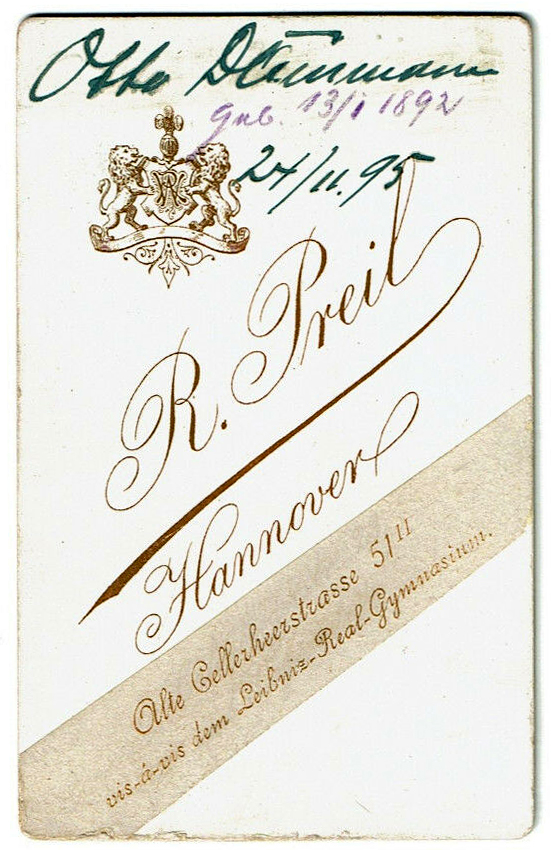
Revers einer Visitenkarte aus dem Jahr 1895 aus dem Atelier R. Preil

Robert Preil (geboren vor 1895; gestorben nach 1929) war ein deutscher Fotograf und Kunstmaler.

## Leben und Werk
Preils Wirken in Hannover lässt sich seit der Mitte der 1890er Jahre nachweisen durch handschriftliche, datierte und als Cartes de visite vervielfältigte Porträt-Aufnahmen, die auf dem Revers das Atelier des Künstlers unter der Adresse Alte Celler Heerstraße 51 II aufzeigen, „vis-à-vis gegenüber dem Leibniz-Real-Gymnasium“.
Robert Preil – Anfang des 20. Jahrhunderts Mitglied des Historischen Vereins für Niedersachsen – wirkte 1910 als „Photograph und Kunstmaler“ im Hause Wiesenstraße 64A Ecke Sextrostraße.
1913 illustrierten die Fotografien Preils den von dem Kunsthistoriker Victor Curt Habicht verfassten Aufsatz Zur gotischen Malerei Hildesheims, ebenso wie Habichts Darlegungen zu Kunstdenkmälern wie den Altar der Nikolaikapelle in Hannover. Diese Zusammenarbeit reichte auch für die von Habicht 1914 herausgegebene Schrift Hannover, in der die Abbildungen mit „Phot. R. Preil“ gezeichnet sind.
„R. Preil“ trat auch als Verleger von Ansichtskarten auf, etwa mit Motiven von Louis Schmedes Gasthaus in Hainholz oder der Burg Hanstein südlich von Göttingen.
Zu Roberts Preils Werken bekanntesten Werken zählt ein Silber-Gelatine-Abzug der Komposition Huthbild des Merz-Künstlers Kurt Schwitters aus dem Jahr 1919.
Zu Preils stadtgeschichtlich relevanten Fotografien zählt die im Mai 1921 entstandene und im Besitz des Historischen Museums Hannover befindliche Aufnahme, die als „Hof Wöhler in Hannover-List“ über das Hannover Archiv Verbreitung fand.

## Bildbände
- Ludwig Damm (Vorrede), Robert Preil (Fotos): Von alten Friedhöfen der Stadt Hannover, hrsg. vom Magistrat der Stadt Hannover. Druck von J. C. König & Ebhardt, Hannover 1914